# Fromia ghardaqana
Espèce
Fromia ghardaqana, parfois nommé étoile d'Hurghada, est une espèce d'étoile de mer qui appartient à la famille des Goniasteridae.

## Description
C'est une étoile de taille moyenne (6-8 cm) à cinq bras rayonnant autour d'un disque central large et légèrement aplati. Elle est de teinte rouge vif (parfois orangé), marquée de plaques blanches arrondies et en léger relief, assez irrégulières et presque jamais confluentes (contrairement à Fromia monilis, par exemple).

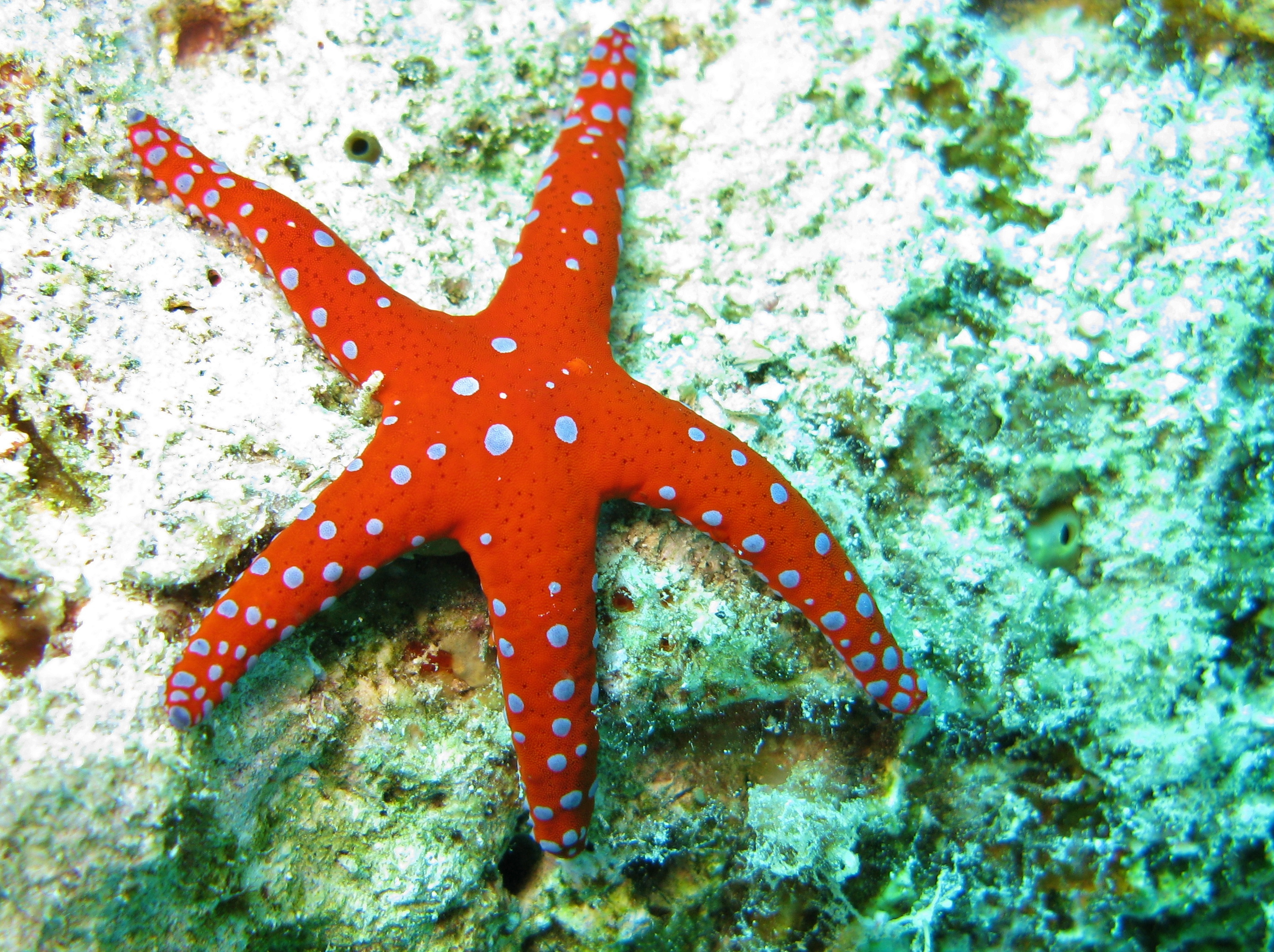
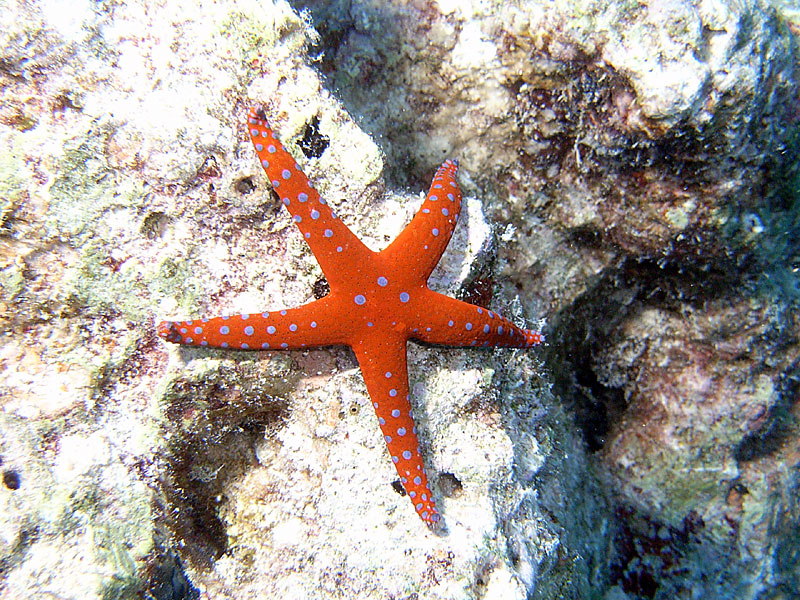
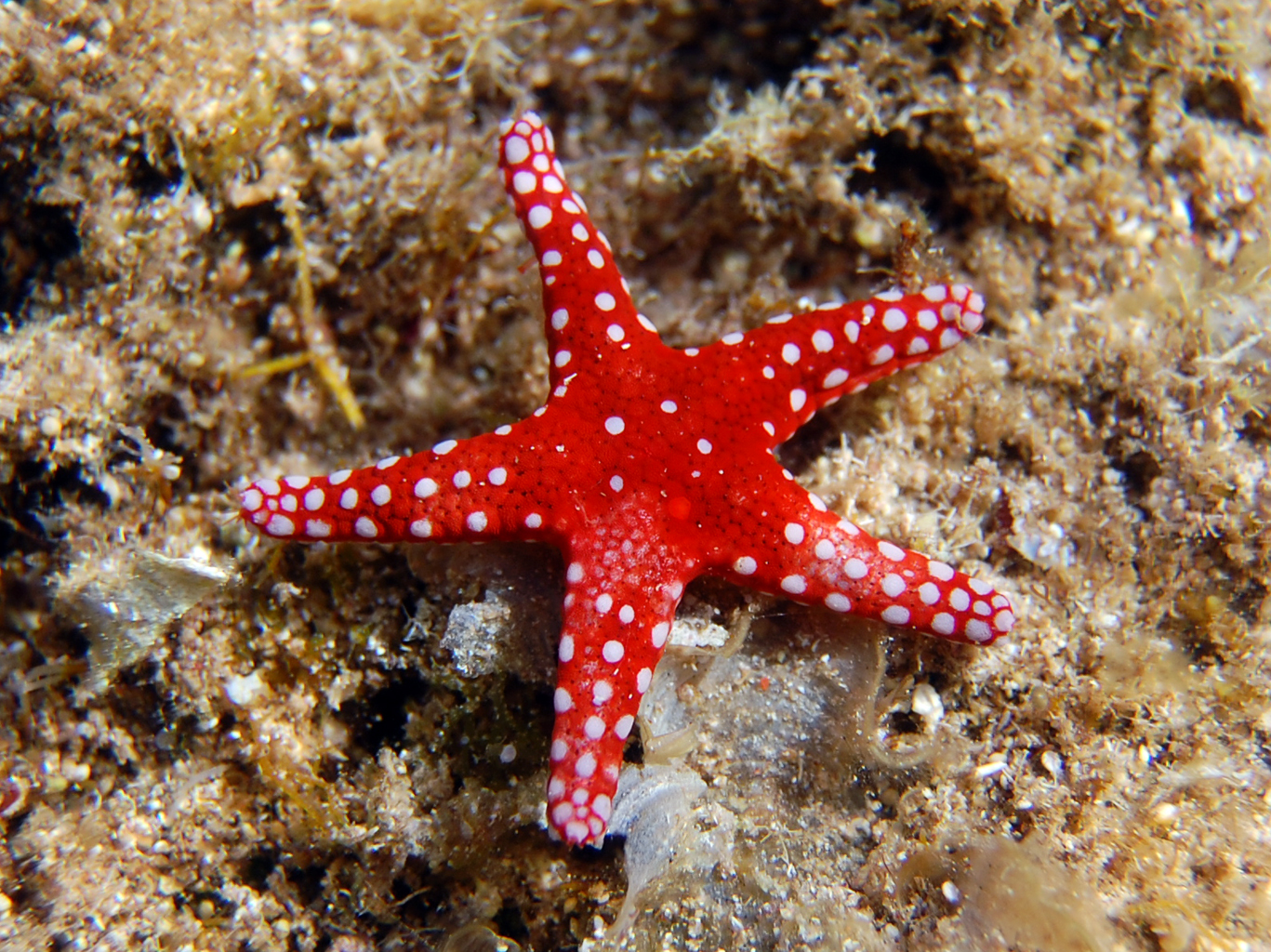

## Distribution
Cette étoile de mer est endémique de la Mer Rouge, où on la trouve dans les récifs de corail entre la surface et 20 m de profondeur.